# Bataille de Corbach
Guerre de Sept Ans
Batailles
- Minorque (navale) (1756)
- Pirna (1756)
- Lobositz (1756)
- Reichenberg (1757)
- Prague (1757)
- Kolin (1757)
- Hastenbeck (1757)
- Gross-Jägersdorf (1757)
- Moys (1757)
- Rochefort (1757)
- Rossbach (1757)
- Breslau (1757)
- Leuthen (1757)
- Carthagène (navale) (1758)
- Olomouc (1758)
- Saint-Malo (1758)
- Rheinberg (1758)
- Krefeld (1758)
- Domstadl (1758)
- Cherbourg (1758)
- Zorndorf (1758)
- Saint-Cast (1758)
- Tornow (1758)
- Lutzelberg (1758)
- Hochkirch (1758)
- Bergen (1759)
- Kay (1759)
- Minden (1759)
- Kunersdorf (1759)
- Neuwarp (navale) (1759)
- Hoyerswerda (1759)
- Baie de Quiberon (navale) (1759)
- Maxen (1759)
- Meissen (1759)
- Glatz (1760)
- Landshut (1760)
- Corbach (1760)
- Emsdorf (1760)
- Dresde (1760)
- Warburg (1760)
- Liegnitz (1760)
- Rhadern (1760)
- Berlin (1760)
- Kloster Kampen (1760)
- Torgau (1760)
- Belle-Île (1761)
- Langensalza (1761)
- Cassel (1761)
- Grünberg (1761)
- Villinghausen (1761)
- Ölper (1761)
- Kolberg (1761)
- Wilhelmsthal (1762)
- Burkersdorf (1762)
- Lutterberg (1762)
- Reichenbach (1762)
- Almeida (1762)
- Valencia de Alcántara (1762)
- Nauheim (1762)
- Vila Velha de Ródão (1762)
- Cassel (1762)
- Freiberg (1762)

- Jumonville Glen (1754)
- Fort Necessity (1754)
- Fort Beauséjour (1755)
- 8 juin 1755
- Monongahela (1755)
- Petitcoudiac (1755)
- Lac George (1755)
- Fort Bull (1756)
- Fort Oswego (1756)
- Kittanning (1756)
- En raquettes (1757)
- Pointe du Jour du Sabbat (1757)
- Fort William Henry (1757)
- German Flatts (1757)
- Lac Saint-Sacrement (1758)
- Louisbourg (1758)
- Le Cran (1758)
- Fort Carillon (1758)
- Fort Frontenac (1758)
- Fort Duquesne (1758)
- Fort Ligonier (1758)
- Québec (1759)
- Fort Niagara (1759)
- Beauport (1759)
- Plaines d'Abraham (1759)
- Sainte-Foy (1760)
- Neuville (1760)
- Ristigouche (navale) (1760)
- Mille-Îles (1760)
- Signal Hill (1762)

- Cap-Français (1757)
- Martinique (1759)
- Guadeloupe (1759)
- Dominique (1761)
- Martinique (1762)
- Cuba (1762)

- Chandernagor (1757)
- Plassey (1757)
- Gondelour (1758)
- Négapatam (navale) (1758)
- Condore (1758)
- Madras (1758)
- Pondichéry (navale) (1759)
- Masulipatam (1759)
- Chinsurah (1758)
- Wandiwash (1760)
- Pondichéry (1760-1761)
- Manille (1762)

- Saint-Louis (1758)
- Gorée (1758)
- Gambie

La bataille de Corbach, ou Korbach, est une bataille de la guerre de Sept Ans qui a eu lieu le 10 juillet 1760 dans le nord de la Hesse, en Allemagne, entre l'armée française du duc Victor-François de Broglie, maréchal de France, et les armées coalisées de Brunswick, de Hesse-Cassel, de Principauté de Brunswick-Wolfenbüttel et du royaume de Grande-Bretagne, commandées par le duc Ferdinand de Brunswick-Lunebourg. La bataille se conclut par une victoire française.

## Manœuvres préliminaires

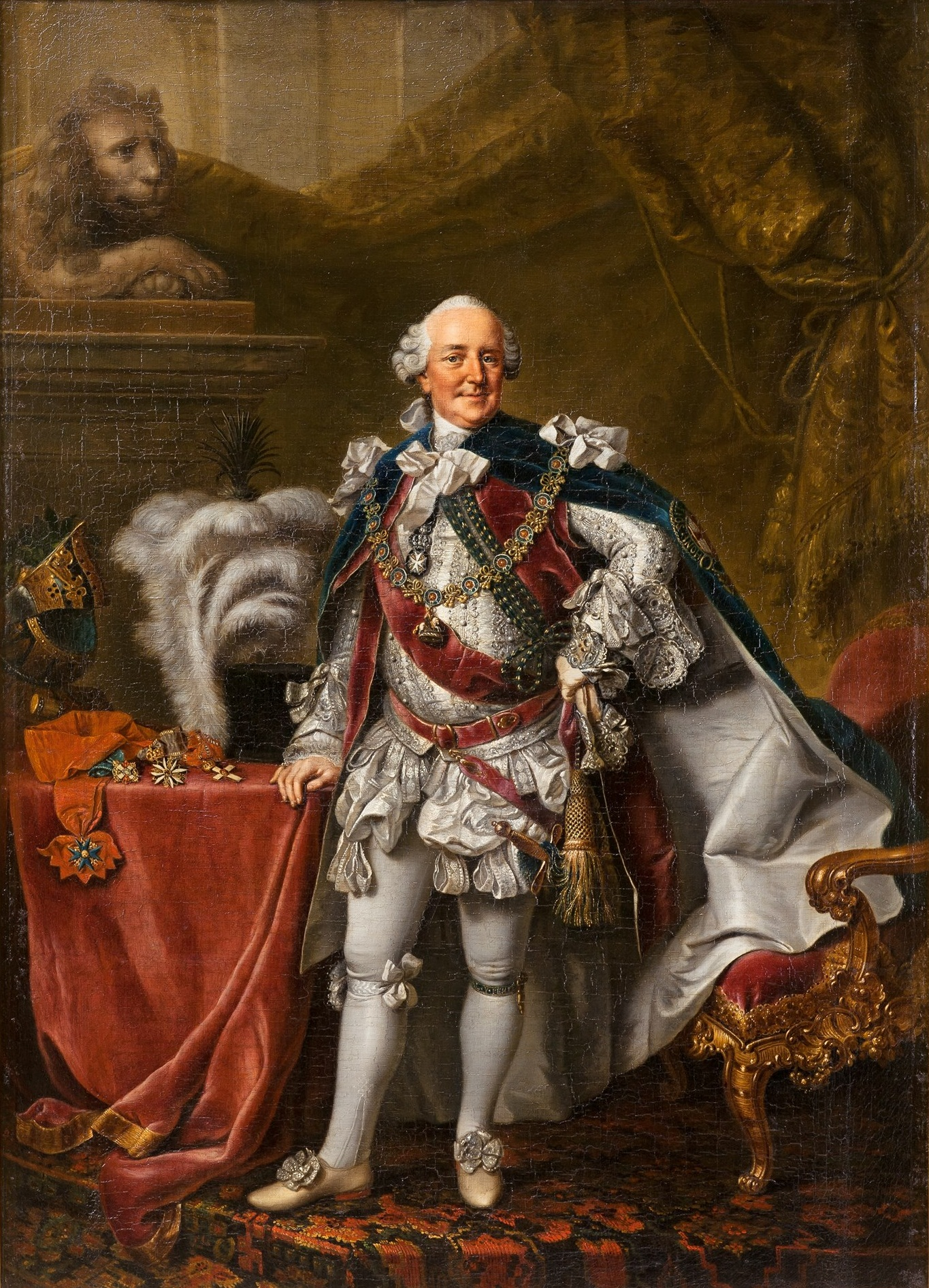
Le Prince Héréditaire Charles-Guillaume-Ferdinand de Brunswick-Wolfenbüttel

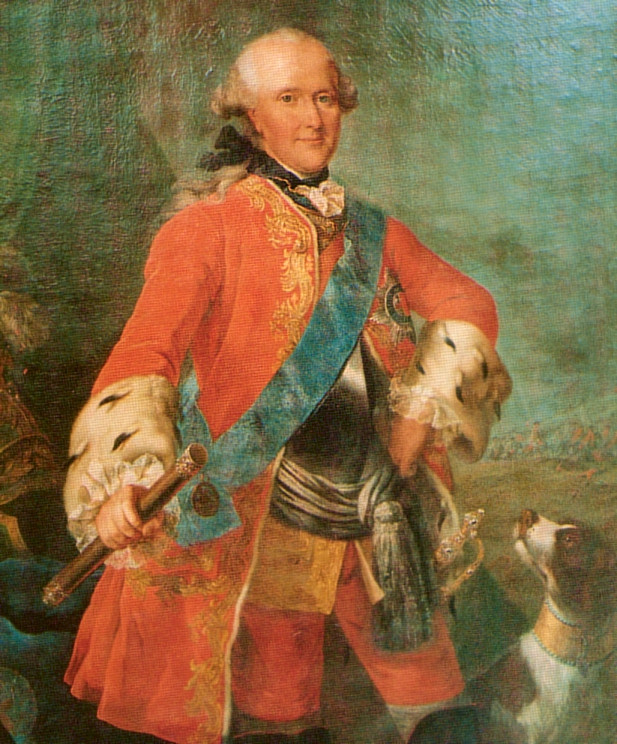
Ferdinand, duc de Brunswick-Lunebourg

La ville de Corbach est située sur les hauteurs de Corbach, qui s'élèvent à quelque 400 mètres au-dessus de la plaine et s'étendent à environ deux kilomètres à l'est de la ville dans le bois de Berndorf. La ville elle-même est le carrefour de plusieurs routes, et de nombreuses et importantes forces des deux camps se concentraient dans la région. Le gros des troupes françaises, aux ordres du duc de Broglie, était à Frankenberg, à environ 30 kilomètres au sud, et la force principale alliée sous Ferdinand, duc de Brunswick était à Sachsenhausen 10 kilomètres à l'est.
Le 4 juillet, Broglie ordonne au comte de Saint-Germain, stationné à Dortmund avec l’armée du Bas-Rhin, de marcher vers Corbach pour faire sa jonction avec l'armée principale française. Le 8 juillet, informé des manœuvres de Broglie, le duc Ferdinand détache le Prince Héréditaire de Brunswick avec l'avant-garde, une force mixte composée principalement de Britanniques, Hanovriens et d’Hessois, avec l'intention d'occuper les hauteurs de Corbach et empêcher la jonction des deux armées françaises. Plus tard, Ferdinand les suit avec le reste de l'armée, laissant le commandement à Lord Granby à Sachsenhausen. Corbach avait déjà été pris le 9 juillet par le général Nicolas Luckner, le commandant de la cavalerie légère hanovrienne. Le même jour, le général Clausen marche sur Corbach afin d'observer les mouvements des Alliés et y trouve le corps de Luckner. Broglie ordonne de le déloger et envoie le comte de Rooth avec une brigade d'infanterie et le marquis de Poyanne avec les carabiniers du Comte de Provence pour soutenir Clausen. Cependant, les Français ne peuvent préparer une attaque avant la tombée de la nuit. Broglie ordonne à Saint-Germain d'accélérer sa marche. La brigade Clausen prend position au bois gauche de Corbach et Broglie arrive lui-même à la tête de six brigades. Le Prince Héréditaire, réuni au corps de Kielmansegg, arrive sur les hauteurs de Corbach vers neuf heures du matin, tandis que l'armée principale était encore au défilé de Sachsenhausen, à 8 kilomètres en arrière. Croyant qu'il faisait face seulement au corps de Saint-Germain, il résolut d'attaquer immédiatement sans attendre le gros de l'armée .

## Bataille

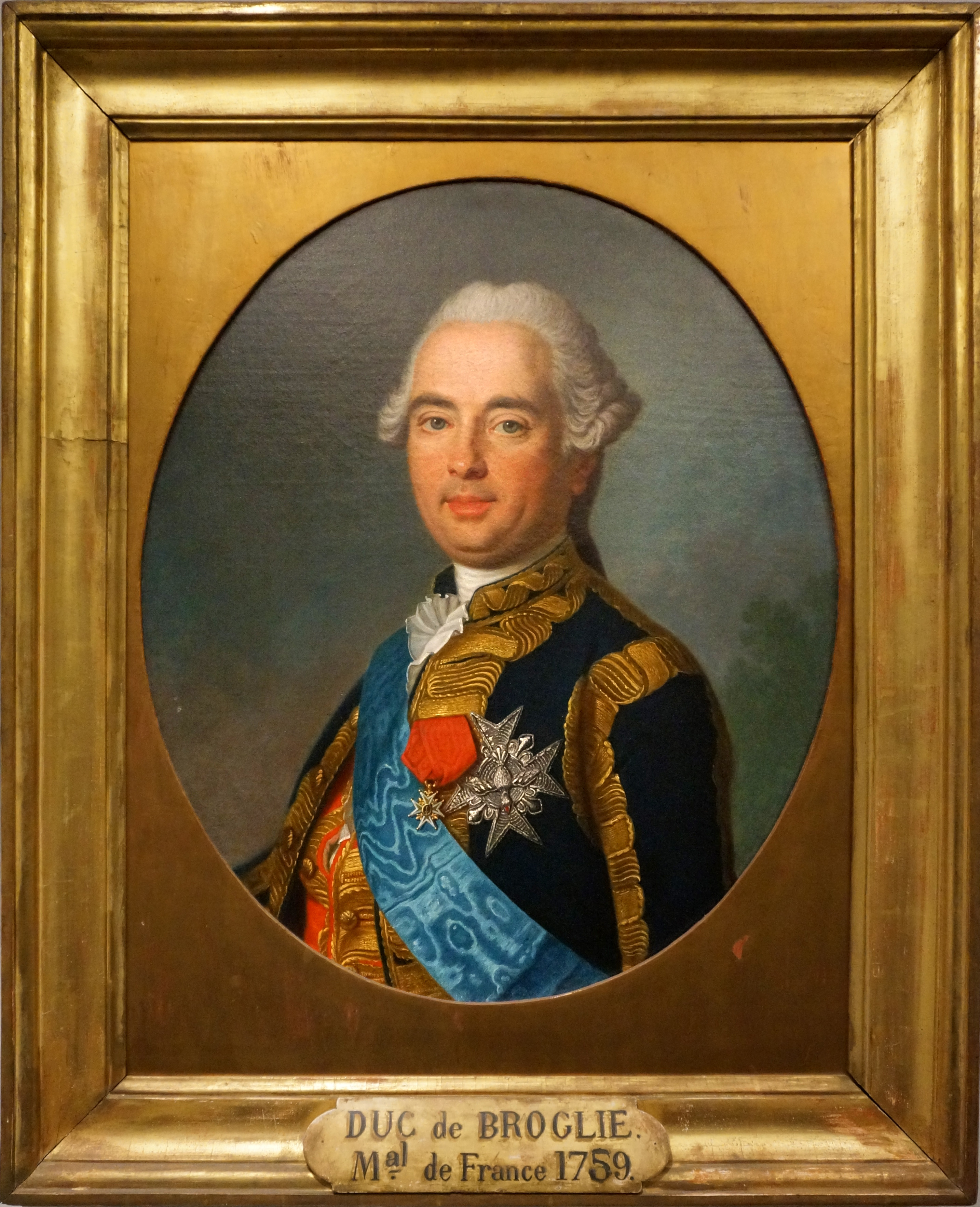
Victor-François, 2e duc de Broglie

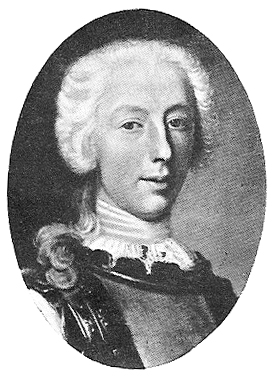
Claude-Louis-Robert, comte de Saint-Germain

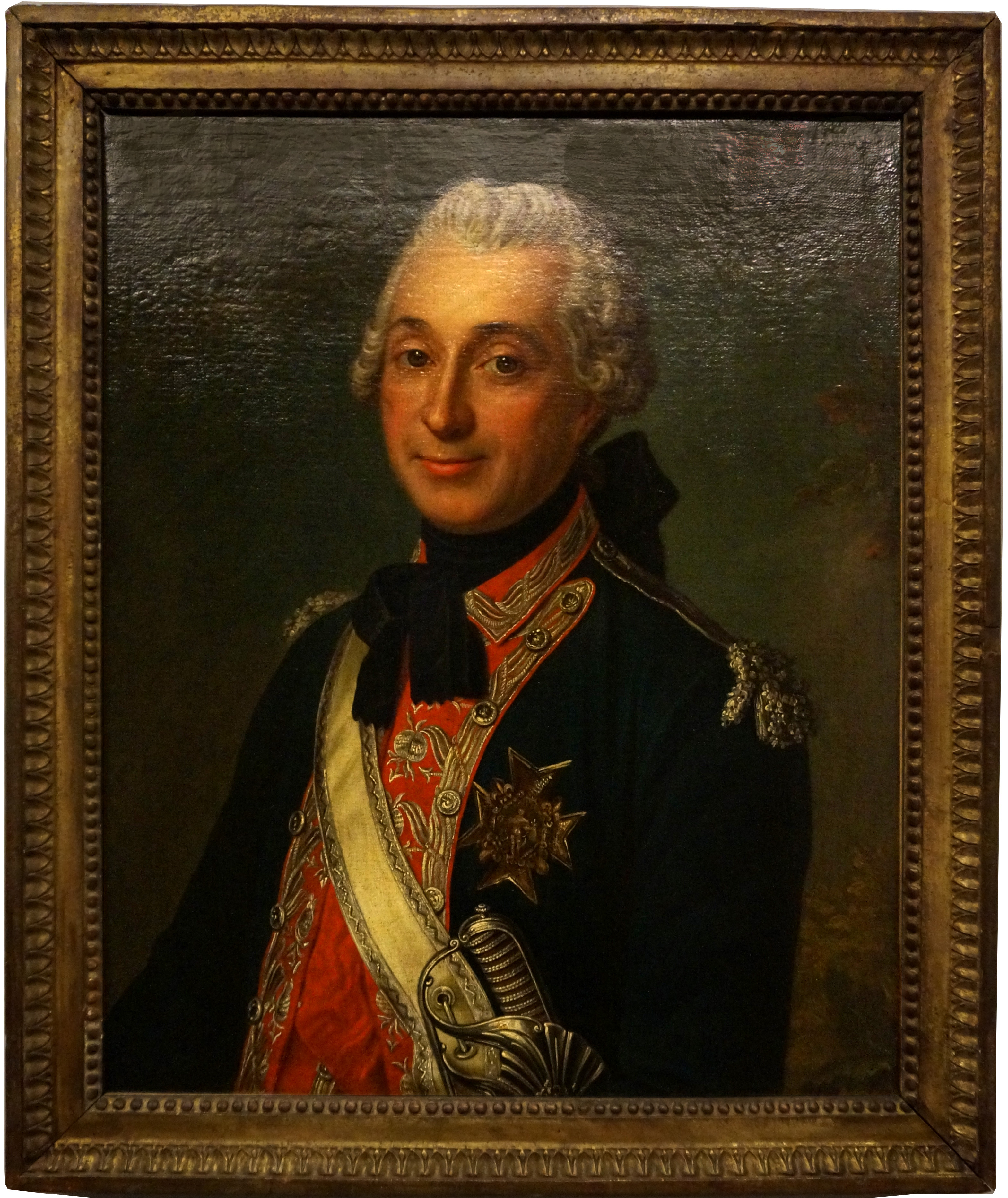
Charles-Léonard de Baylenx, marquis de Poyanne

D'après Waddington, l'ensemble des forces françaises engagées au cours de la journée se montèrent à 8 brigades, soit 32 bataillons et 15 escadrons avec un contingent de troupes légères, de 24 à 25 000 hommes.
Saint-Germain déploie quatre bataillons d'infanterie dans la ville. Le reste de son corps, infanterie, cavalerie et artillerie, est déployé sur les hauteurs de Corbach s’étendant à l'est et au nord jusqu'au bois de Berndorf où il a déployé quelques troupes légères. La bataille commence à 9 heures avec des escarmouches entre la cavalerie légère des deux camps. Le Prince Héréditaire déploie son corps en ligne de bataille et attaque immédiatement. Toutefois, le déploiement des Français l'aurait obligé à laisser sa gauche exposée à l'arrivée des renforts français envoyés depuis Frankenberg. Une très violente canonnade et un feu intense d'infanterie durèrent toute la journée. La lutte devient particulièrement intense au centre du front sur la colline entre Corbach et le bois de Berndorf, mais les Français maintinrent fermement leur position. Pendant ce temps ils furent renforcés par les brigades Royal-Suédois et Castella. Les brigades Navarre et du Roi qui se déploient sur l'aile droite, avec Auvergne et Orléans en réserve. Une batterie de 24 canons s'établit vis-à-vis de la batterie alliée. Après ces dispositions, les Français prennent l'offensive. La brigade Navarre se distingue par la capture d'une batterie alliée à la baïonnette. Selon un rapport officiel de Lord Granby au maréchal Ligonier, l'arrivée des troupes françaises sur l'arrière-garde alliée convainquit le Prince de la nécessité d'une retraite.
La retraite alliée commence vers 15 heures dans le désordre. Beaucoup de confusion règne dans l'infanterie et la cavalerie allemande. Les Français redoublèrent leurs tirs d'artillerie et chargèrent avec l'ensemble de leur cavalerie. Le Prince Héréditaire fut obligé de charger à la tête de deux régiments de dragons britanniques (1st King's Dragoon Guards et 2d Queen's Dragoon Guards) pour couvrir la retraite, sans pour autant pouvoir empêcher la perte de l'artillerie du flanc droit avec 18 pièces de canon.

## Bilan et conséquences stratégiques
Corbach est la première bataille de la campagne de 1760. Les Alliés y ont perdu 824 hommes tués, blessés et disparus (7 officiers, 8 sergents et 163 hommes de troupe tués, 18 officiers, 21 sergents et 428 hommes de troupe blessés ; 2 officiers, 2 sergents et 175 hommes de troupe disparus) et 18 canons, 4 obusiers et 30 fourgons de munitions. Le Prince Héréditaire Charles-Guillaume-Ferdinand fut légèrement blessé à l'épaule.
Faisant preuve d'esprit courtois, le Maréchal de Broglie ayant appris la nouvelle de la blessure du général ennemi, écrivit au chef de l'armée coalisée, son oncle Ferdinand de Brünswick afin de lui proposer les services d'un médecin français : "Comme les chirurgiens français, passent pour les meilleurs de l'Europe, je prends la liberté de lui en offrir des nôtres et nous en avons ici d'excellents."
Les Français de leur côté perdirent 58 officiers tués ou blessés et 761 soldats, soit en tout 819, dont une centaine par suite de l'explosion de caissons de munitions dans les lignes françaises. Les régiments Royal-Suédois et du Roi souffrirent plus qu'aucun autre.
À l'issue de la bataille, les Français sont maîtres du champ de bataille, mais l'ennemi n'est pas détruit et reste organisé. L'armée coalisée est toujours fermement en place à quelques kilomètres à l'Est de Corbach, barrant la route vers Cassel, capitale de la Hesse.
Épuisés par plusieurs jours de marche forcée les Français ne peuvent prolonger leur effort. De plus, ayant progressé rapidement, il faut désormais réorganiser la chaine des approvisionnements, n'ayant plus assez d'autonomie en pain notamment. De nouveaux fours doivent être construits dans les environs avant de pouvoir reprendre la progression.
Si sur le plan tactique, il ne s'agit pas d'une victoire décisive, elle a des conséquences importantes à l'échelle stratégique, car elle sécurise la progression rapide des Français qui sont désormais maîtres de la majeure partie de la Hesse et peuvent donc disposer de ses ressources. 
Partis des environs de Dortmund à l'Ouest pour le corps de St-Germain et de Francfort pour le corps principal du duc de Broglie, les armées françaises ont réalisé un bond de 120 km depuis le Rhin (Ouest vers l'Est) et de 150 km depuis le Main (Sud vers le Nord).
Compte tenu des campagnes précédentes laborieuses de 1757, 1758 et 1759, ces avancées et cette victoire redonnent du moral aux Français. 
De Broglie, à la tête des armées depuis peu voit son autorité affirmée, malgré le départ du comte de St Germain qui met en lumière les fortes tensions entre les généraux.
Cette victoire des Français, dès le début de la saison, va leur permettre de poursuivre leur marche et de maintenir les avantages obtenus en Allemagne en dépit de plusieurs défaites face au Prince Héréditaire et au duc Ferdinand durant les batailles d'Emsdorf (14 juillet) et de Warburg (31 juillet). Après la victoire tactique des troupes françaises à la bataille de Kloster Kampen (3 octobre 1760) les espoirs que les Britanniques avaient de mettre fin à la guerre avec des conditions avantageuses pour eux en 1760 disparurent malgré leurs nombreux succès en Amérique du Nord.

## Personnalités militaires ayant pris part à la bataille

### Royaume de France
Militaires français
- François-Louis-Antoine de Bourbon Busset
- Jacques Gabriel Louis Le Clerc de Juigné : brigadier, participe aux combats à la tête du régiment de Champagne
- Louis-Philippe de Durfort : colonel du régiment de Chartres
- Louis-Henri-Gabriel de Conflans d'Armentières : mestre de camp au régiment d'Orléans cavalerie sous les ordres de son père Louis de Conflans d'Armentières
- César Joseph Marie de Nédonchel : mestre de camp dans la cavalerie légère.
- Le comte Jacques de CHOISEUL STAINVILLE (1727-1789), futur maréchal, y commande l'arrière garde.

Militaires étrangers au service de la France
- Alexandre Séraphin Joseph Magnus comte de Sparre : colonel au régiment d’Anhalt

## Sources et bibliographie
- Antoine-Henri Baron de Jomini, Histoire Critique et Militaire des Guerres de Frédéric II : comparées au système moderne, t. I, Bruxelles, Librairie militaire de J.B. Petit, 1841, p. 290-291
- M.L.R.D.B., Journal de la Campagne de MDCCLX : entre l'Armée du Roi et celle des Alliés, Francfort, 1761, p. 10-11
- Franz von Kausler, Atlas des plus Mémorables Batailles, Combats et Sièges des temps anciens, du moyen age et de l'age moderne, Karlsruhe, 1831, p. 797-798
- Charles-Pierre-Victor Pajol, Les guerres sous Louis XV, t. V, New York, Adegi Graphics LLC, 2011, 547 p. (ISBN 978-0-543-94431-3)
- (en) sir Reginald Arthur Savory, His Britannic Majesty's army in Germany during the Seven Years War, Oxford, Clarendon Press, 1966, 571 p., p. 12-13